# König Verein Rolta Rink Hockey Club
Il König Verein Rolta Rink Hockey Club è un club di hockey su pista avente sede a Lovanio in Belgio.